# Afrikanska mästerskapet i fotboll för damer 2008
Afrikanska mästerskapet i fotboll för damer 2008 spelades i Ekvatorialguinea 15–29 november 2008. Detta var första gången turneringen spelades i Ekvatorialguinea. Åtta landslag spelade i gruppspel och sedan mot varandra.

## Kvalspel
Totalt deltog 22 landslag i kvalspelet. Kvalspelet varade i två omgångar, och lagen möttes hemma och borta. I första omgången lottades de 16 lägst rankade lagen. De åtta lag som gick vidare spelade med sex andra lag i andra omgången, där de sju som gick vidare kvalificerade sig för huvudturneringen.

### Första omgången
Spelades 30 november och 16 december 2007.
| Lag 1    | Totalt | Lag 2           | Match 1 | Match 2 |
| -------- | ------ | --------------- | ------- | ------- |
| Marocko  | 1–3    | Algeriet        | 0–1     | 1–2     |
| Zimbabwe | 6–3    | Zambia          | 3–1     | 3–2     |
| Eritrea  | 2–4    | Tanzania        | 2–3     | 0–1     |
| Botswana | 1–9    | Namibia         | 0–3     | 1–6     |
| Senegal  | 1–3    | Elfenbenskusten | 1–1     | 0–2     |

Egypten drog sig ur mot Tunisien. Burundi drog sig ur mot Kongo. Benin drog sig ur mot Guinea.

### Andra omgången
Spelades 24 februari och 8 mars 2008.
| Lag 1             | Totalt | Lag 2          | Match 1 | Match 2 |
| ----------------- | ------ | -------------- | ------- | ------- |
| Tunisien          | 2–1    | Algeriet       | 0–0     | 2–1     |
| Kongo-Brazzaville | 5–2    | Kongo-Kinshasa | 4–1     | 1–1     |
| Zimbabwe          | 1–6    | Sydafrika      | 1–4     | 0–2     |
| Tanzania          | 1–5    | Kamerun        | 0–3     | 1–2     |
| Namibia           | 1–13   | Nigeria        | 0–3     | 1–10    |
| Guinea            | 0–11   | Mali           | 0–8     | 0–3     |
| Elfenbenskusten   | 1–4    | Ghana          | 1–1     | 0–3     |

### Deltagande
Följande lag deltog:
| Ekvatorialguinea | Ghana   | Kamerun   | Kongo-Brazzaville |
| Mali             | Nigeria | Sydafrika | Tunisien          |

Tunisien och Kongo i huvudturneringen för första gången.

## Huvudturneringen

### Grupp A
| Lag               | Spelade | Vinster | Oavgjorda | Förluster | Gjorda mål | Insläppta mål | Poäng |
| ----------------- | ------- | ------- | --------- | --------- | ---------- | ------------- | ----- |
| Ekvatorialguinea  | 3       | 3       | 0         | 0         | 8          | 3             | 9     |
| Kamerun           | 3       | 2       | 0         | 1         | 3          | 2             | 6     |
| Kongo-Brazzaville | 3       | 1       | 0         | 2         | 3          | 6             | 3     |
| Mali              | 3       | 0       | 0         | 3         | 2          | 5             | 0     |

|             | 15 november 2008 | Ekvatorialguinea  | 1 – 0 | Kamerun | Estadio Internacional, Malabo |  |
| 15:00 UTC+1 | 15:00 UTC+1      | Añonma 16′ (str.) |       |         |                               |  |
| 15:00 UTC+1 | 15:00 UTC+1      |                   |       |         |                               |  |
| 15:00 UTC+1 | 15:00 UTC+1      |                   |       |         |                               |  |

|             | 15 november 2008 | Mali | 0 – 1 | Kongo-Brazzaville  | Estadio Internacional, Malabo |  |
| 17:30 UTC+1 | 17:30 UTC+1      |      |       | Passou N'Diaye 69′ |                               |  |
| 17:30 UTC+1 | 17:30 UTC+1      |      |       |                    |                               |  |
| 17:30 UTC+1 | 17:30 UTC+1      |      |       |                    |                               |  |

|             | 18 november 2008 | Kamerun                         | 2 – 1 | Mali               | Estadio Internacional, Malabo |  |
| 15:00 UTC+1 | 15:00 UTC+1      | Bekombo 38′ Ngo Ndoumbouk 90+3′ |       | Doumbia 75′ (str.) |                               |  |
| 15:00 UTC+1 | 15:00 UTC+1      |                                 |       |                    |                               |  |
| 15:00 UTC+1 | 15:00 UTC+1      |                                 |       |                    |                               |  |

|             | 18 november 2008 | Ekvatorialguinea                                                 | 5 – 2 | Kongo-Brazzaville             | Estadio Internacional, Malabo |  |
| 17:30 UTC+1 | 17:30 UTC+1      | S. Simpore 1′ Chinasa Okoro 9′ N'Nandi 46′ Añonma 65′ 90′ (str.) |       | Passou N'Diaye 5′ Mabonzo 14′ |                               |  |
| 17:30 UTC+1 | 17:30 UTC+1      |                                                                  |       |                               |                               |  |
| 17:30 UTC+1 | 17:30 UTC+1      |                                                                  |       |                               |                               |  |

|             | 21 november 2008 | Ekvatorialguinea             | 2 – 1 | Mali       | Estadio Internacional, Malabo |  |
| 15:00 UTC+1 | 15:00 UTC+1      | Chinasa Okoro 18′ Añonma 88′ |       | Diarra 30′ |                               |  |
| 15:00 UTC+1 | 15:00 UTC+1      |                              |       |            |                               |  |
| 15:00 UTC+1 | 15:00 UTC+1      |                              |       |            |                               |  |

|             | 21 november 2008 | Kamerun        | 1 – 0 | Kongo-Brazzaville | Estadio La Libertad, Bata |  |
| 15:00 UTC+1 | 15:00 UTC+1      | Ngono Mani 45′ |       |                   |                           |  |
| 15:00 UTC+1 | 15:00 UTC+1      |                |       |                   |                           |  |
| 15:00 UTC+1 | 15:00 UTC+1      |                |       |                   |                           |  |

### Grupp B
| Lag       | Spelade | Vinster | Oavgjorda | Förluster | Gjorda mål | Insläppta mål | Poäng |
| --------- | ------- | ------- | --------- | --------- | ---------- | ------------- | ----- |
| Sydafrika | 3       | 2       | 0         | 1         | 3          | 2             | 6     |
| Nigeria   | 3       | 1       | 2         | 0         | 2          | 1             | 5     |
| Ghana     | 3       | 1       | 1         | 1         | 4          | 4             | 4     |
| Tunisien  | 3       | 0       | 1         | 2         | 3          | 5             | 1     |

|             | 16 november 2008 | Nigeria      | 1 – 1 | Ghana    | Estadio La Libertad, Bata |  |
| 13:00 UTC+1 | 13:00 UTC+1      | Chiejine 90′ |       | Okoe 32′ |                           |  |
| 13:00 UTC+1 | 13:00 UTC+1      |              |       |          |                           |  |
| 13:00 UTC+1 | 13:00 UTC+1      |              |       |          |                           |  |

|             | 16 november 2008 | Sydafrika     | 2 – 1 | Tunisien | Estadio La Libertad, Bata |  |
| 15:30 UTC+1 | 15:30 UTC+1      | Matlou Ngwane |       | Guedri   |                           |  |
| 15:30 UTC+1 | 15:30 UTC+1      |               |       |          |                           |  |
| 15:30 UTC+1 | 15:30 UTC+1      |               |       |          |                           |  |

|             | 19 november 2008 | Ghana | 0 – 1 | Sydafrika | Estadio La Libertad, Bata |  |
| 13:00 UTC+1 | 13:00 UTC+1      |       |       | Phewa 24′ |                           |  |
| 13:00 UTC+1 | 13:00 UTC+1      |       |       |           |                           |  |
| 13:00 UTC+1 | 13:00 UTC+1      |       |       |           |                           |  |

|             | 19 november 2008 | Tunisien | 0 – 0 | Nigeria | Estadio La Libertad, Bata |  |
| 15:30 UTC+1 |                  |          |       |         |                           |  |
|             |                  |          |       |         |                           |  |
|             |                  |          |       |         |                           |  |

|             | 22 november 2008 | Nigeria      | 1 – 0 | Sydafrika | Estadio La Libertad, Bata |  |
| 15:00 UTC+1 | 15:00 UTC+1      | Chiejine 16′ |       |           |                           |  |
| 15:00 UTC+1 | 15:00 UTC+1      |              |       |           |                           |  |
| 15:00 UTC+1 | 15:00 UTC+1      |              |       |           |                           |  |

|             | 22 november 2008 | Ghana                              | 3 – 2 | Tunisien           | Estadio Internacional, Malabo |  |
| 15:00 UTC+1 | 15:00 UTC+1      | Ibrahim 45+1′ Abdul-Rahman 51′ 82′ |       | Mamay 4′ Abidi 48′ |                               |  |
| 15:00 UTC+1 | 15:00 UTC+1      |                                    |       |                    |                               |  |
| 15:00 UTC+1 | 15:00 UTC+1      |                                    |       |                    |                               |  |

### Semifinaler
|             | 25 november 2008 | Ekvatorialguinea | 1 – 0 | Nigeria | Estadio Internacional, Malabo |  |
| 14:00 UTC+1 | 14:00 UTC+1      | Añonma 58′       |       |         |                               |  |
| 14:00 UTC+1 | 14:00 UTC+1      |                  |       |         |                               |  |
| 14:00 UTC+1 | 14:00 UTC+1      |                  |       |         |                               |  |

|             | 25 november 2008 | Sydafrika          | 3 – 0 | Kamerun | Estadio Internacional, Malabo |  |
| 17:00 UTC+1 | 17:00 UTC+1      | Matlou 28′ 47′ 80′ |       |         |                               |  |
| 17:00 UTC+1 | 17:00 UTC+1      |                    |       |         |                               |  |
| 17:00 UTC+1 | 17:00 UTC+1      |                    |       |         |                               |  |

### Match om tredje pris
|             | 28 november 2008 | Nigeria | 1 – 1 | Kamerun            | Estadio Internacional, Malabo |  |
| 15:00 UTC+1 | 15:00 UTC+1      | Eke 28′ |       | Onguene Aboudi 64′ |                               |  |
| 15:00 UTC+1 | 15:00 UTC+1      |         |       |                    |                               |  |
| 15:00 UTC+1 | 15:00 UTC+1      |         |       |                    |                               |  |

|                                  |       | Straffar                                       |  |
| Eke Ekpo Chiejine George Nkwocha | 4 – 3 | Ngo Ndoumbouk Manie Bella Onguene Aboudi Mbida |  |

### Final
|             | 29 november 2008 | Ekvatorialguinea     | 2 – 1 | Sydafrika  | Estadio Internacional, Malabo |  |
| 15:00 UTC+1 | 15:00 UTC+1      | Diala 22′ Añonma 68′ |       | Matlou 35′ |                               |  |
| 15:00 UTC+1 | 15:00 UTC+1      |                      |       |            |                               |  |
| 15:00 UTC+1 | 15:00 UTC+1      |                      |       |            |                               |  |

| - Genoveva Añonma | - Genoveva Añonma - 6 mål |